# Innocents
| Recensione       | Giudizio |
| ---------------- | -------- |
| AllMusic         | [ 1 ]    |
| Drowned in Sound | 7/10     |
| Filter           | 88%      |
| musicOMH         | [ 4 ]    |
| NME              | 4/10     |
| Rolling Stones   | [ 6 ]    |
| The Scotsman     | [ 7 ]    |
| Spin             | 8/10     |
| Uncut            | [ 9 ]    |

Innocents è l'undicesimo album del musicista statunitense Moby. L'album, la cui uscita è programmata per il 1º ottobre 2013, è frutto, come solito per il musicista, di svariate collaborazioni con artisti contemporanei appartenenti a generi diversi, tra cui Wayne Coyne (The Flaming Lips), Mark Lanegan (Screaming Trees e Queens of the Stone Age) e Al Spx, cantante della band Cold Specks.

## Il disco
A distanza di due anni dall'ultimo lavoro (Destroyed), Richard Melville Hall diffonde durante l'edizione del 2013 del Record Store Day il singolo "The Lonely Night", con la partecipazione di Mark Lanegan e un videoclip in timelapse ad opera di Colin Rich.
Sempre in occasione del Record Store Day, Moby ufficializza l'uscita, programmata per gli inizi di ottobre, del nuovo album, prodotto da Mark 'Spike' Stent (già produttore di Muse, Depeche Mode, Björk, U2 e Coldplay e vincitore di un Grammy Award) e registrato completamente nell'appartamento di Los Angeles del musicista.

## Tracce
1. Everything that Rises – 4:38
2. A Case for Shame (feat. Cold Specks) – 6:05
3. Almost Home (feat. Damien Jurado) – 6:00
4. Going Wrong – 3:44
5. The Perfect Life (feat. Wayne Coyne) – 6:03
6. The Last Day (feat. Skylar Grey) – 4:41
7. Don't Love Me (feat. Inyang Bassey) – 4:20
8. A Long Time – 4:31
9. Saints – 4:34
10. Tell Me (feat. Cold Specks) – 5:33
11. The Lonely Night (feat. Mark Lanegan) – 4:53
12. The Dogs – 9:25